# Gerixeti
Gerixeti est le mot basque désignant l'ombre, le fantôme des ancêtres, l'âme des morts est un être dans la mythologie basque,
C'est aussi un prénom masculin selon Euskaltzaindia.

## Étymologie
Gerixeti vient du mot basque geriza qui signifie « ombre », ou dans un autre contexte « refuge, cachette, abri, protection, tutelle. » 
Il apparait sous diverses formes: Gereipea, Gerizpe, Geizpe, Kerizpe.
Itzal signifie « ombre » en basque. Le mot Gerixeti doit être une ancienne expression pour parler de « l'âme errante ». Le suffixe a désigne l'article : itzala se traduit donc par « l'ombre ».

## Description
Dans quelques régions de Biscaye on désigne sous ce nom l'apparition du défunt ou l'âme errante. Cette conception coïncide avec la croyance selon laquelle c'est à la lumière de la lune (ilargi) que l'on voit l'ombre du chasseur errant et de ses chiens. On doit ainsi fouetter l'ombre d'une sorcière (Sorgina) pour la punir. Tout cela nous semble révéler la conception que les Romains avaient des âmes, en opposition avec l'autre conception, bien plus en vigueur dans le pays, et qui désigne les âmes des défunts sous le nom de Argi (lumière).